# Nana Oforiatta Ayim
Nana Oforiatta Ayim là một nhà văn, nhà sử học nghệ thuật và nhà làm phim người Ghana.

## Viết
Cuốn tiểu thuyết đầu tiên của bà sẽ được xuất bản bởi Bloomsbury Publishing vào năm 2019.

## Lịch sử Mỹ thuật
bà đã viết rất nhiều về các câu chuyện văn hóa, lịch sử và các tổ chức ở Châu Phi [ https://girdblog.com/2016/09/22/ten-exception-non-fiction-writers-from-ghana-you-should-read/ Lưu trữ ngày 20 tháng 2 năm 2019 tại Wayback Machine
https://frieze.com/article/speak-now ].
bà nói thường xuyên về việc khử kiến thức và bảo tàng.
[ https://mediadiversified.org/2017/11/15/the-museum-will-not-be-decolonised/
https://www.skd.museum/en/research/research-c hiệnly / Lưu trữ ngày 23 tháng 7 năm 2019 tại Wayback Machine

http://www.metropolism.com/nl/review/33742_humans_of_the_instlation

http://www.kunstkritikk.se/wp-content/theme/KK/ajax/general/print.php?id=96286&r=0.4481974656227976

http://ceme.ku.dk/activities/2018/archives-that-matter/Archives_that_Matter_Public_Invitation2018.pdf Lưu trữ ngày 23 tháng 7 năm 2019 tại Wayback Machine
http://www.marocgazette.com/story-z2952288 ]
http: //pcasts
Cuối cùng, bà đã tạo ra một cuốn bách khoa toàn thư về văn hóa châu Phi. Thời báo New York viết,
Từ điển bách khoa toàn thư sẽ bao gồm một nền tảng internet nguồn mở để ghi lại quá khứ, hiện tại và tương lai của văn hóa và nghệ thuật châu Phi (bắt đầu với Ghana) và cuối cùng sẽ được xuất bản thành 54 tập, mỗi tập cho mỗi quốc gia. Một cam kết đầy tham vọng, Từ điển bách khoa văn hóa nhằm mục đích thay đổi nhận thức về lục địa và giúp làm giảm bớt sự thất vọng của các nhà sản xuất văn hóa châu Phi lo ngại rằng lịch sử phong phú của họ đã bị mất hoặc bị lãng quên trong nhiều thập kỷ vì họ thiếu tài liệu lưu trữ tốt.
[ https://www.nytimes.com/2017/03/11/arts/africa-cestation-encyclopedia.html
https://m.facebook.com/story.php?story_fbid=1506140576071102&id=134091736609333&_rdr

http://m.rfi.fr/hebdo/20170512-cestation-encyclopaedia-le-projet-toute-une-vie-nana-oforiatta-ayim
http://www.elle.co.za/nana-ofariatta-ayim-creating-africas-first-art-encyclopedia/%5B%5D
http://www.digital-development-debates.org/su-14-movement--moving-pictures--a-digital-narrative.html Lưu trữ ngày 23 tháng 7 năm 2019 tại Wayback Machine ]
[6] [7] [8] [9] [10]
Bà cũng đã tạo ra một loại bảo tàng 'di động' mới. Trong The Guardian, Charlotte Jansen viết, Hồi Ayim cho biết bà bắt đầu suy ngẫm về mô hình bảo tàng ở Châu Phi khi làm việc tại Bảo tàng Anh. Bị mắc kẹt bởi cách các vật thể châu Phi khác nhau gặp phải trong tủ trưng bày ở Anh với cách chúng được sử dụng tích cực trong các lễ hội ở quê nhà, bà bắt đầu nghĩ về cách văn hóa vật chất có thể được bảo tồn và trình bày theo cách phù hợp hơn với truyền thống địa phương. Giáo dục
https: //www.theguardian.com/world/2016/nov/08/ Afghanistan
http://africasacountry.com/2016/01/the-kiosks-in-accra-that-are-reshaping-space-in-the-city/

https://creators.vice.com/en_au/article/jpvaqx/historian-launches-living-history-hub-in-ghana
http://www.okayafrica.com/nana-oforiatta-ayim-ghana-africa-encyclopedia/ http://accradotaltradio.com/2016/09/the-kiosk-museum-a-space-of-explor-inclusive- đại diện / Lưu trữ ngày 20 tháng 9 năm 2020 tại Wayback Machine
bà ấy là người sáng lập Viện Nghệ thuật & Kiến thức ANO ở Accra, bởi vì bà ấy nói, giống như rất nhiều người tham gia vào công việc sáng tạo ở Ghana và các vùng khác ở Châu Phi, cảm giác như nó không đủ để chúng tôi sản xuất, nhưng rằng chúng tôi phải cung cấp bối cảnh và mô hình cho sản xuất đó.
http://www.anotherafrica.net/art-cARM/breaking-down-artistic-barrier-in-ghana
Sau khi quản lý các chương trình thể chế đầu tiên của một số nghệ sĩ Ghana, ví dụ James Barnor , Felicia Abban   và Ibrahim Mahama  , bà đã tuyển chọn triển lãm Ghana Freedom [hyperlink] như là lần đầu tiên của Ghana Gian hàng bao giờ tại Venice Biennale 2019.
https://www.theguardian.com/artanddesign/2019/may/08/ghana-first-pavilion-venice-art-biennale-david-adjaye- Afghanistanaian-artists-john-akomfrah
https://edition.cnn.com/style/article/ghana-venice-biennale-2019/index.html
https://www.ft.com/content/c610b3f0-66b0-11e9-b809-6f0d2f5705f6
https://observer.com/2019/05/ghana-first-venice-biennale-freedom-theme/
https: //www.cont tạmand.com / tạp chí / nana-ofori-
https://www.aljazeera.com/news/2019/05/ghana-pavilion-debut-2019-venice-biennale-art-show-190509195845318.html
https://www.daserste.de/inif/wissen-kultur/ttt/ttt-12052019- Afghanistanas-erster-pavillion-100.html Lưu trữ ngày 23 tháng 7 năm 2019 tại Wayback Machine
https://observer.com/2019/05/ghana-first-venice-biennale-freedom-theme/
https://www.vogue.com/article/hamish-bowles-whirlwind-tour-of-the-2019-venice-biennale

## Phim
bà đã trở thành một nhà làm phim sau khi làm việc với nhà kinh tế Thi Minh Ngo và nhà làm phim Chris Marker trong bản dịch mới của bộ phim năm 1954 Les Statues Meurent Aussi. [21] Các bộ phim của Oforiatta Ayim là sự giao thoa giữa tiểu thuyết, tiểu luận du lịch và phim tài liệu. [22] [23] [24] và đã được trưng bày tại các bảo tàng như The New Museum, [Nowhere Else But Here, https://mobile.nytimes.com/2012/02/17/arts/design/the-ungbadables-2012-new-museum-tri Years.html ? người giới thiệu = https: //www.google.dk/
http://africasacountry.com/2012/02/the-ungbadables/ ],
http://www.boweryartisttribution.org/index.php/Detail/Occurrence/Show/occurrence_id/1454 Lưu trữ ngày 23 tháng 7 năm 2019 tại Wayback Machine
Tate hiện đại,
[Bị trói và đúng http://www.art-agenda.com/reviews/wu-tsang/, https://frieze.com/fair-programme/watch-wu-tsang-nana-oforiatta-ayim Lưu trữ ngày 23 tháng 7 năm 2019 tại Wayback Machine
http://www.tate.org.uk/whats-on/tate-modern/film/states-time ]
Nhà thờ Hồi giáo Stavanger,
https://www.aftenbladet.no/kultur/i/OmryE/Endelig-kvalitet-i-Stavanger-kunstforening
và Lacma 

## Giải thưởng và danh dự
bà là người nhận Giải thưởng Nghệ thuật & Công nghệ 2015 từ Bảo tàng Nghệ thuật Hạt Los Angeles (LACMA) [25] và Giải thưởng AIR 2016, mà tìm kiếm để tôn vinh và tôn vinh các nghệ sĩ châu Phi phi thường cam kết tạo ra sự khiêu khích, sáng tạo và công việc hấp dẫn xã hội. [26] [27] bà được mệnh danh là một trong những người Apollo '40 dưới 40 ', là một trong những người trẻ tài năng và truyền cảm hứng nhất đang thúc đẩy thế giới nghệ thuật ngày nay  một Nhà sáng tạo Quartz Châu Phi, vì đã tìm ra cách tiếp cận và nguyên tắc mới để giải quyết nhiều thử thách khó khăn phải đối mặt trên lục địa , một trong 50 Trailblazers của Báo cáo châu Phi [28] và một trong 12 phụ nữ châu Phi làm nên lịch sử của Okayafrica. [29] bà là người đầu tiên nhận được học bổng của Soros Foundation Art Fellowship [30]  và là thành viên tham quan Nam toàn cầu tại Đại học Oxford https://www.prm.ox.ac.uk/people/nana-oforiatta-ayim Lưu trữ ngày 17 tháng 4 năm 2020 tại Wayback Machine